# اودلی هریسون
اودلی هریسون (انگلیسی: Audley Harrison؛ زادهٔ ۲۶ اکتبر ۱۹۷۱) بوکسور اهل بریتانیا است.